# Матушкин, Евгений Алексеевич
Евгений Алексеевич Матушкин (род. 17 мая 1957, Славянск, Сталинская область) — председатель Тамбовской областной Думы. Член Единой России (с 2008). Координатор Совета наставников Молодежного парламента Тамбовской области.

## Биография

### Ранние годы и карьера
В 1979 году окончил Тамбовский государственный педагогический институт по специальности «История и английский язык» с присвоением квалификации «Учитель истории, обществоведения, английского языка».
Свою трудовую деятельность начал в 1979 году в качестве организатора внеклассных и внешкольных мероприятий для детей в средней школе №15 в Мичуринском районе.
С 1981 по 1984 год занимал должность секретаря комитета ВЛКСМ в Плодоовощном институте имени И. В. Мичурина, а также был старшим преподавателем на кафедре истории КПСС.
С 1984 по 1986 год работал директором средней школы №23 в городе Мичуринске.
С 1986 по 1988 год возглавлял отдел народного образования в исполнительном комитете Мичуринского городского Совета народных депутатов.
С 1988 по 1991 год занимал должность заместителя директора и учителя 4—8-х классов в восьмилетней школе при посольстве СССР в США.
С 1991 по 1992 год исполнял обязанности заведующего отделом народного образования в Мичуринском горисполкоме.
С 1992 по 2001 год работал начальником отдела образования в администрации города Мичуринска, а также начальником управления образования, науки и молодёжной политики в администрации города Мичуринска.
С 2001 по 2011 год занимал должность заместителя главы администрации города Мичуринска.
С апреля 2011 года избран депутатом Тамбовской областной Думы пятого созыва и назначен председателем комитета по связям с органами местного самоуправления, общественными организациями и вопросам депутатской этики.
С июня 2011 по декабрь 2015 года занимал должность заместителя председателя Тамбовской областной Думы пятого созыва.
С декабря 2015 по сентябрь 2016 года был председателем Тамбовской областной Думы пятого созыва.
С сентября 2016 по сентябрь 2021 года работал депутатом Тамбовской областной Думы шестого созыва и председателем Тамбовской областной Думы шестого созыва.

### Личная жизнь
Женат, воспитал двух сыновей.

## Награды
Награждён многими государственными и ведомственными орденами, медалями и грамотами, в том числе:
- Отличник народного просвещения РСФСР (1992);
- Заслуженный учитель РФ (1996);
- Медаль «За заслуги в увековечении памяти погибших защитников Отечества» (2017);
- Орден Дружбы (2024)[3].